# Saint-Léger-les-Vignes
Saint-Léger-les-Vignes är en kommun i departementet Loire-Atlantique i regionen Pays de la Loire i nordvästra Frankrike. Kommunen ligger i kantonen Bouaye som tillhör arrondissementet Nantes. År 2022 hade Saint-Léger-les-Vignes 2 114 invånare.

## Befolkningsutveckling
Antalet invånare i kommunen Saint-Léger-les-Vignes
| Referens: INSEE |